# 歐根·里特爾·馮·肖伯特
歐根·齊格弗里德·埃里希·里特爾·馮·肖伯特（德語：Eugen Siegfried Erich Ritter von Schobert，1883年3月13日—1941年9月12日）是一位德國將軍。第一次世界大战期间，肖伯特在巴伐利亚军队担任军官，并获得了马克斯·约瑟夫军事勋章，由此他被提升为贵族。随后他短暂加入了自由军团，随后在魏玛防衛軍和德國国防军中开始了职业生涯。在德國国防军，他受益于早年与阿道夫·希特勒的相识以及他对国家社会主义的积极态度。第二次世界大战期间，肖伯特最初指挥第7军，并从1940年秋起指挥第11集团军，从1941年7月起，他从罗马尼亚率领该集团军，参与德国进攻苏联的南翼。他把射杀被俘政委的所谓政委令延伸到了文职政委，他参与了對蘇聯平民和猶太人的大屠杀并致力于与別動隊的合作。1941年9月，肖伯特在将飞机降落在雷区时並陣亡，終年58歲。他是第二次世界大战期间第一位在前线阵亡的德国陆军高級领导人。

## 生平

### 早年
肖伯特出生于德意志帝国成员国巴伐利亚王国维尔茨堡，原名歐根·肖伯特。他是卡尔·肖伯特少校和安娜·米歇尔的儿子。肖伯特于1902年7月加入巴伐利亚王家陆军。他主要在巴伐利亚第1“国王”步兵团服役。
肖伯特从1911年6月到12月加入德国陆军的飞艇部门，在奥伯维森菲尔德机场接受飞行员培训。据说他造成了迫降并头部受伤。后来他仍然与航空业保持联系，例如1925年他曾加入奥格斯堡当地的气球俱乐部。

### 第一次世界大戰
第一次世界大战期间，肖伯特仍然是巴伐利亚步兵军官，在西线参加了整个战争。1918年德国春季攻势期间，他率领巴伐利亚第一步兵团第三营參戰。由于他在1918年3月23日的行动，当他亲自带领他的营打擊英国的顽强抵抗，成功地渡过瑞西附近的运河，他被授予马克斯·约瑟夫军事勋章骑士十字勋章，这是巴伐利亚的最高军事荣誉，可与普鲁士的功勛勋章相媲美，并被授予贵族称号。因而歐根·肖伯特變成了歐根·里特爾·馮·肖伯特（「里特爾」意為騎士，馮是德國貴族名）。
1918年5月6日，他还被授予霍亨索伦皇家佩剑骑士十字勋章。 1918年7月，肖伯特头部和手臂受重伤，他被迫转入基姆湖畔阿绍的医院，在这里他经历了1918年11月11日的贡比涅停战。

### 第二次世界大戰

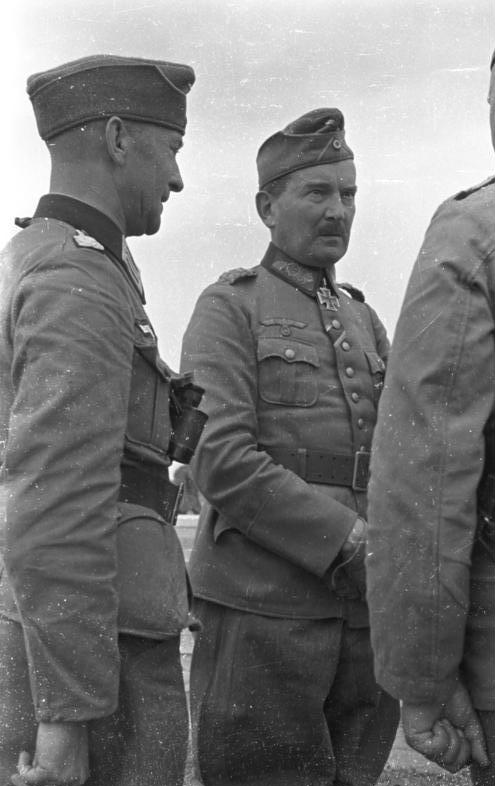
1941年7月的罗马尼亚，左：漢斯·馮·阿爾芬上校，中：歐根·里特爾·馮·肖伯特

第一次世界大战结束后，肖伯特继续留在德国軍隊，成為新的威瑪防衛军仅有的大约 4,000名军官之一，地位稳步上升。1921年，肖伯特与爱丽丝·里德-戈尔维泽（Alice Rieder-Gollwitzer）结婚。在接下来的几年里，他们生了两个儿子和一个女儿。
肖伯特于1933年12月至1934年9月担任步兵督察，随后于1935年至1936年指挥第17步兵师，并于1936年至1938年指挥第33步兵师。1938年2月4日，他接管了第7军的指挥权。
1939年9月，肖伯特率领他的第7軍入侵波兰，作为南方集团军群预备队的一部分。1940年5月至6月，他的军隶属于恩斯特·布施大将的A集团军群第16集团军，参加了入侵比利时和卢森堡以及法国战役。他因领导第7军突破马其诺防线并攻克南希和图尔而获得骑士铁十字勋章。在准备入侵英国期间，他仍然指挥该军。
1940年9月，肖伯特被任命为第11集团军司令。这支军队被分配到南方集团军群，执行入侵苏联的巴巴罗萨行动。

### 死亡
1941年9月12日，肖伯特与飞行员威廉·苏韦拉克上尉一起登上一架菲瑟勒斯托奇观测机，飞往先遣师指挥所。由于未知的原因，但可能是由于苏联红军机枪的射击，他们不得不提前着陆。然而这架飞机撞上了苏联雷区，并在着陆后不久爆炸，两名乘客均被杀害。
肖伯特是第一位在二战中阵亡的德国陆军高級领导人。1941年9月14日，国防军报告正式宣布了他的死亡。9月15日，肖伯特被埋葬。陆军总司令瓦尔特·冯·布劳希奇元帅致悼词，安东内斯库元帅也出席并追授勇敢者米海尔勋章。
希特勒本人在给肖伯特遗孀的吊唁信中写道：“与他一起，我失去了一位我永远可以依靠的同志。”德国战地记者利奧·莱克斯纳（Leo Leixner）为肖伯特撰写了传记《尤金·里特·冯·肖伯特大将：德国武装部队的生活圖景》（德語：Generaloberst Eugen Ritter von Schobert; Lebensbild eines deutschen Armeeführers），至今可在各大圖書館借閱。莱克斯纳在次年亦戰死於蘇聯南部。
肖伯特身亡後，他的職位被埃里希·冯·曼施坦因繼承，次年曼施坦因率領第11集团军掃平克里米亞、攻破塞瓦斯托波爾，榮升元帥。
早在1938年，埃尔文·冯·维茨莱本将军就判断肖伯特是一个具有“鲜明的国家社会主义性格”的人。这位将军去世后，这一点得到了帝国宣传部长约瑟夫·戈培尔的证实，他将肖伯特描述为“本质上的国家社会主义者”。在纽伦堡审判期间，冯·萨尔穆特大将作证说，「肖伯特钦佩希特勒并盲目服从他的命令」。他后来说，肖伯特不是一个国家社会主义者，而是一个真诚而诚实的人。「他是一个最纯净的理想主义者，如果他追随希特勒的想法，那是因为他像教堂里的神父一样相信它们。」步兵上將奥托·沃勒表示，「肖伯特相信希特勒和他的意識形態。」“但我不认为肖伯特是党派政治意义上的纳粹司机。”